# Haußelberg

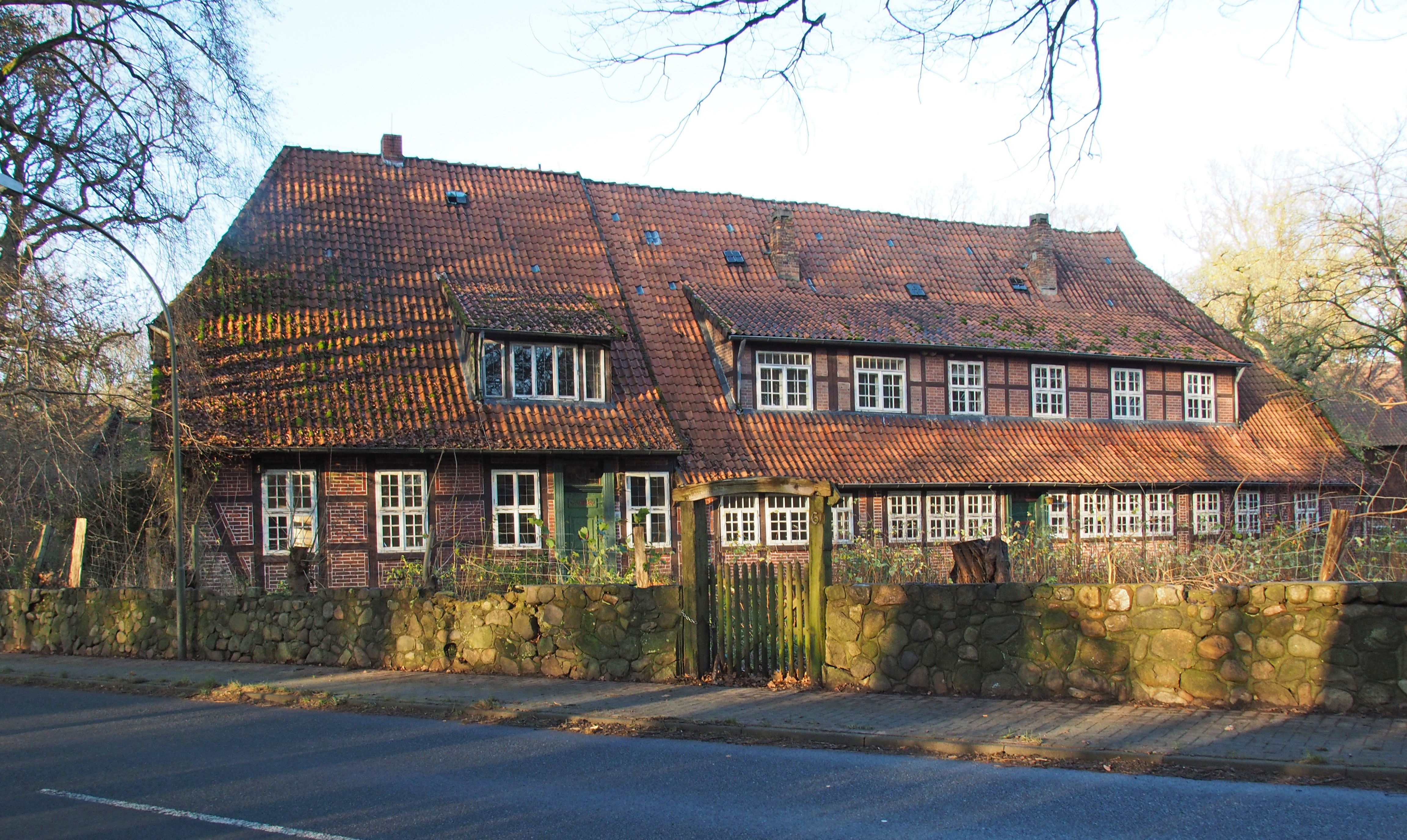
Wohngebäude ehemals Hof von der Ohe in Oberohe

Der Haußelberg ist ein 115 m über NHN hoher Berg in der Lüneburger Heide im Landkreis Celle. Er ist ein beliebter Aussichtspunkt in der sonst sehr flachen Landschaft im Naturpark Südheide. Der Heidschnuckenweg führt über den Haußelberg.

## Geschichte
1820 beauftragte der König von Hannover Georg IV. den Professor der Astronomie und Direktor der Sternwarte der Universität Göttingen, Carl Friedrich Gauß, das Königreich Hannover zu vermessen. Die Vermessung in der Lüneburger Heide bereitete Gauß einige Schwierigkeiten, da es hier kaum Höhenzüge gibt. Außerdem verhinderten teilweise ausgedehnte Waldgebiete eine weite Sicht. Der Mathematiker Gauß benutzte für die Landvermessung auch den Berggipfel des Haußelbergs als einen der Dreieckspunkte. Ab Mai 1822 war er vor Ort und erkundete die Verhältnisse. Im August 1822 wurde das Postament errichtet.
Die vom Haußelberg angepeilten Vermessungspunkte waren der weiter westlich (Luftlinie etwa 22 Kilometer) bei Wardböhmen liegende Falkenberg (150 m über NHN), der etwa 39 km nördlich gelegene Wilseder Berg (169 m über NHN) und  Wulfsode (Gemeinde Wriedel), etwa 23 km nördlich. Da sich der Haußelberg nicht mit dem Osterberg in  Garßen (75 m über HNH) verbinden ließ, musste Gauß noch das etwa 6 km südöstlich gelegene Breitehorn (Breithorn) (118 m über NHN), bei Unterlüß und von dort zusätzlich Scharnhorst bei Eschede (91 m über NHN) zu Hilfe nehmen.
Man muss davon ausgehen, dass die Punkte Breitehorn, Haußelberg oder Falkenberg, die heute alle im Wald liegen, damals auf freien, unbewaldeten Hügelkuppen lagen, wahrscheinlich umgeben von Heidelandschaft. Erst die großen systematischen Aufforstungen in der 2. Hälfte des 19. Jahrhunderts führten zum heutigen bewaldeten Landschaftsbild.
Bei der Vermessung verwendete Carl Friedrich Gauß, die Methode der kleinsten Quadrate zum Ausgleich der Beobachtungsfehler. Mit einem Theodolit von Georg Friedrich von Reichenbach und dem von ihm eigens erfundenen Vize-Heliotrop zur Nutzung des Sonnenlichtes für Vermessungssignale. Ein Teil des Dreiecksnetzes der Gaußschen Gradmessung und der Vize-Heliotrop waren auch auf der Rückseite der 10-DM-Banknote der vierten Serie der Deutschen Mark abgebildet.
2005 wurde auf dem Haußelberg, in der Nähe des ursprünglichen TP-Steines, ein neuer Gaußstein aufgestellt.
Gauß wohnte, während er die Vermessungen auf dem Haußelberg vornahm, zehn Tage auf dem Hof „von der Ohe“ in Oberohe (heute Gemeinde Faßberg). In einem Brief an seinen Freund Dr. Olbers schreibt er:

„...Dort lebte eine Familie, deren Haupt Peter Hinrich von der Ohe zur Ohe sich schreibt, dessen Eigentum vielleicht eine Quadratmeile groß ist, dessen Kinder aber die Schweine hüten. Manche Bequemlichkeit kennt man dort gar nicht, z.B. einen Spiegel, einen Abort oder dergleichen...“

Früher stand auf dem Gipfel ein hölzerner Feuerwachturm, der allerdings seit ca. 1970 nicht mehr existiert. Der Turm hatte einen dreieckigen Grundriss mit einer Seitenlänge von ca. 7 m.

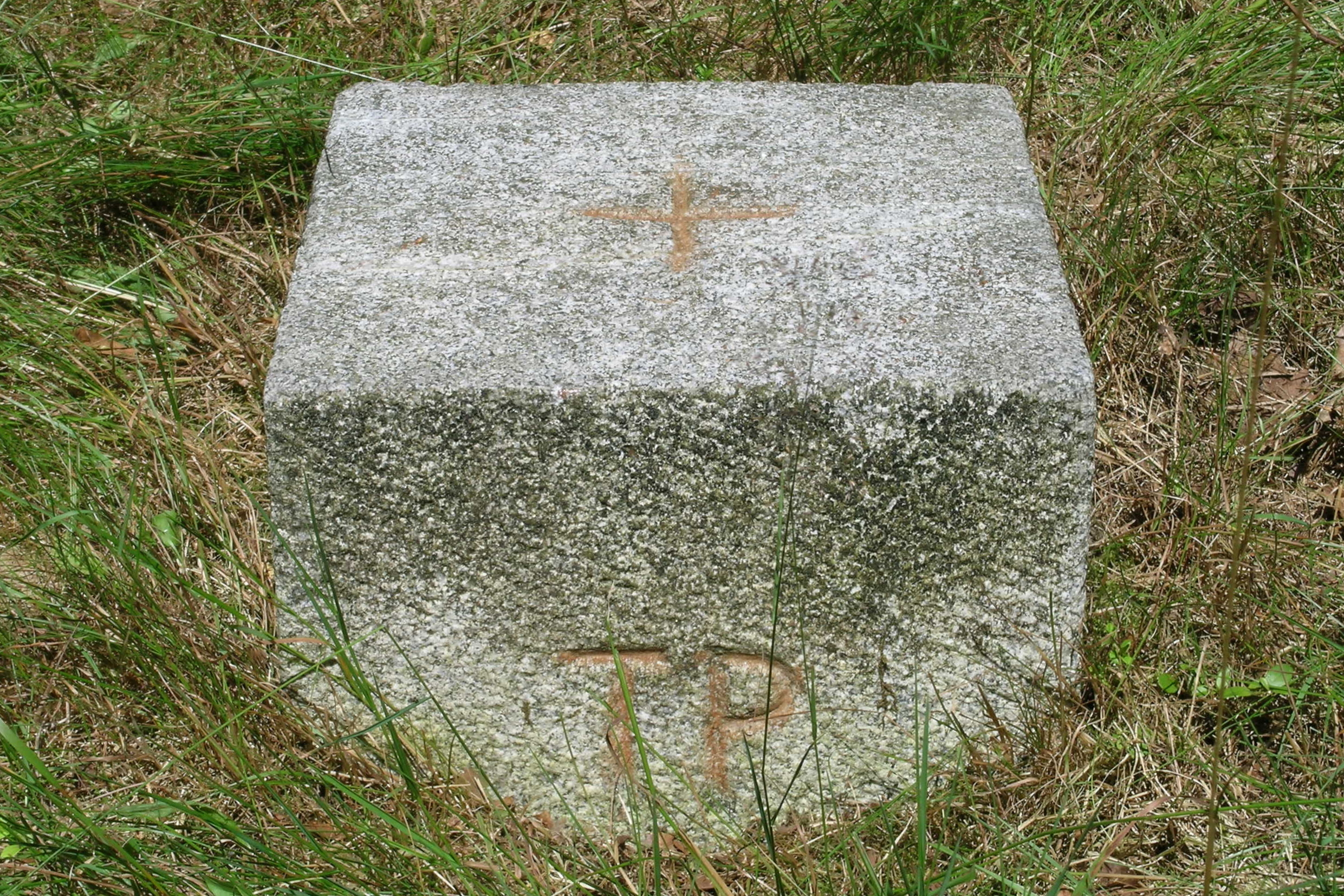
Der Granitstein über dem Trigonometrischen Punkt auf dem Gipfel des Haußelberges
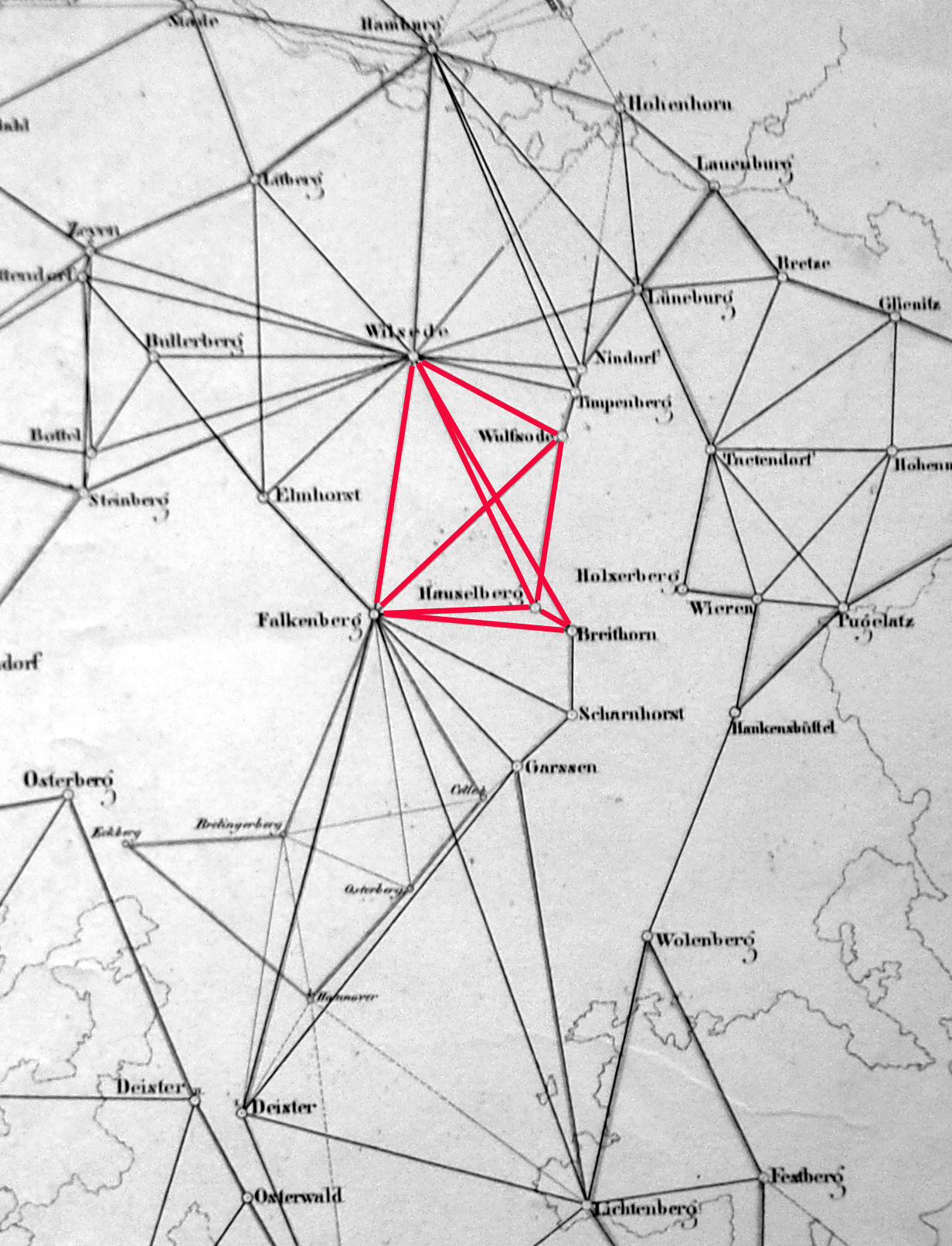
Gauß’sche Dreieckssysteme vom Haußelberg
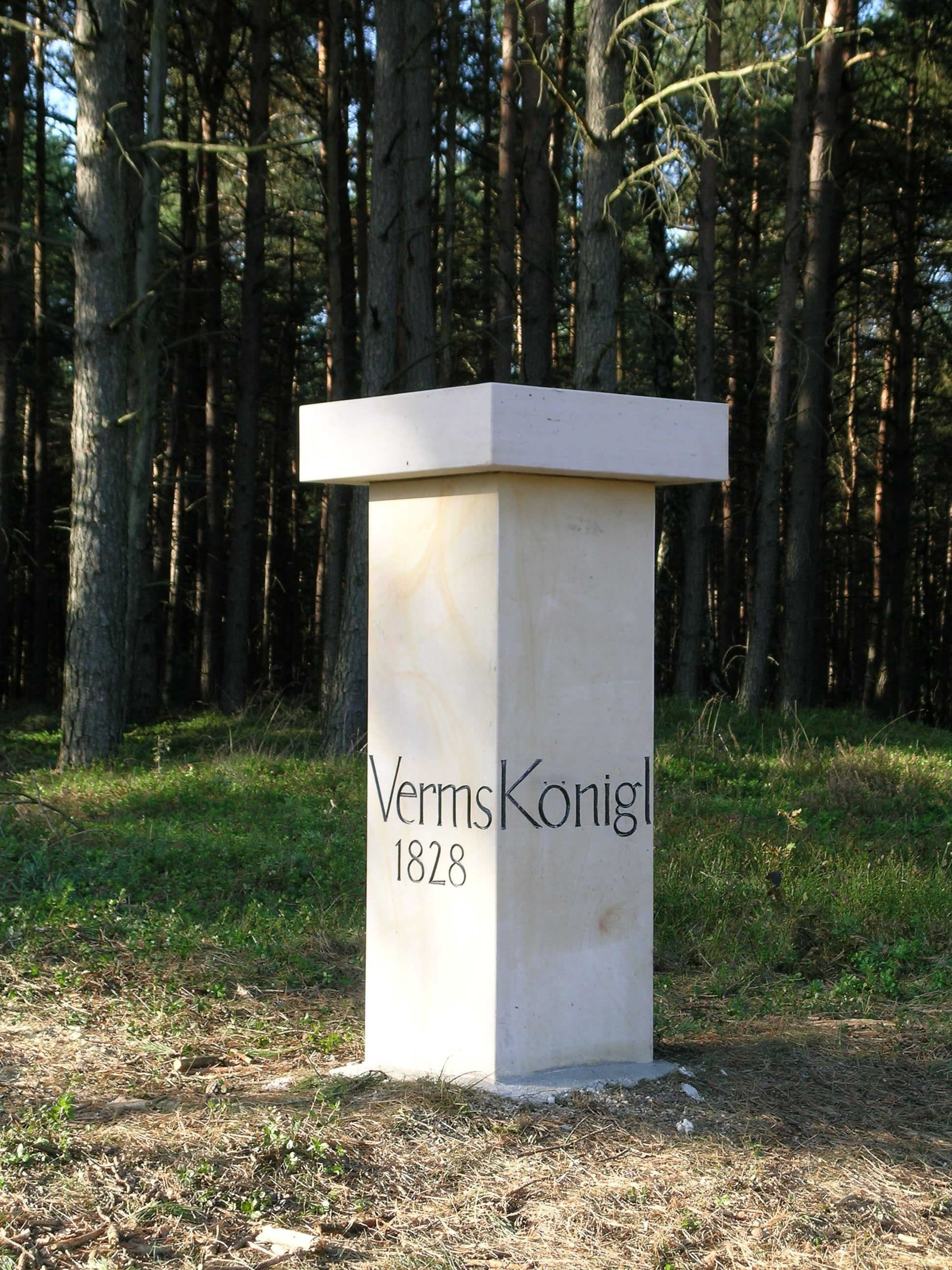
2005 neu errichteter Gaußstein auf dem Haußelberg